# 佩拉 (诺瓦拉省)

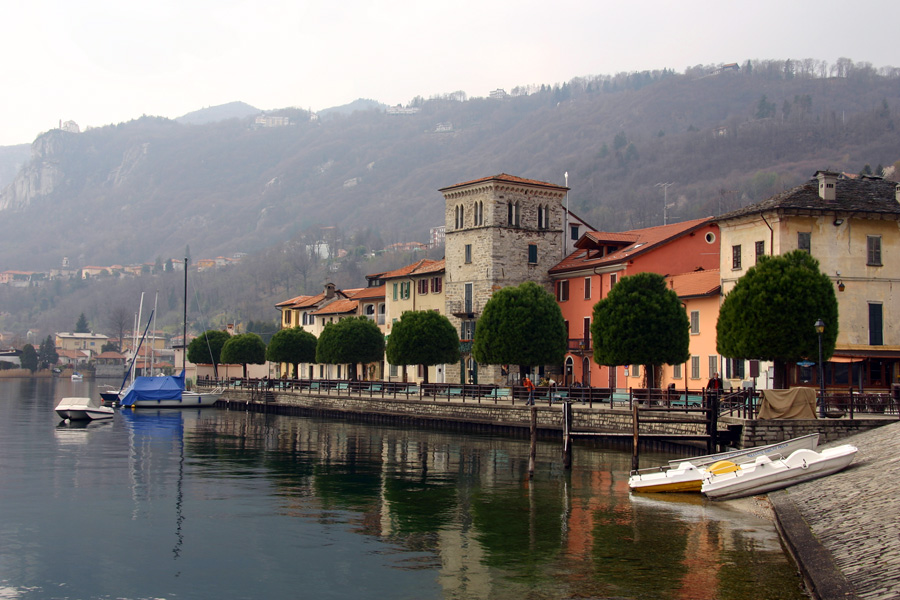
风景

佩拉（義大利語：Pella）是意大利皮埃蒙特大区諾瓦拉省的市镇。位于都灵东南100公里，諾瓦拉西北45公里处，面积为8.1平方公里，人口数量为1,159人（2004年）。